# Окжетепес (жіночий футбольний клуб)
«Окжетепес» — казахський жіночий футбольний клуб, що входить до системи ФК «Окжетпес» та бере участь у чемпіонаті Казахстану з футболу серед жінок.

## Колишні назви
- 2002—2005: ЖФК «Жерім»
- 2005—2011: ЖФК «Жерім-КУ»
- 2011—2016: ЖФК «Кокше»
- 2017—н.ч.: ЖФК «Окжетепес»

## Історія
Жіноча футбольна команда «Жерім» була заснована в місті Кокшетау у 2002 році та виступала у жіночій вищій лізі країни. Клуб спочатку був перейменований у 2005 році на «Жерім-КУ», а у 2011 році після злиття з іншим місцевим клубом став «Кокше». 
Через фінансові труднощі команда не брала участь у змаганнях в сезоні 2016 року. 
Повернувшись у 2017 році вже як «Окжетепес», команда стала віце-чемпіоном країни. У сезоні 2020–2021 років клуб дебютував у Лізі чемпіонів УЄФА.

## Досягнення
- Вища ліга Казахстану
  -  Срібний призер (7): 2008, 2009, 2017, 2018, 2019, 2020, 2022
  -  Бронзовий призер (7): 2010, 2011, 2012, 2014, 2015, 2021, 2023

- Кубок Казахстану
  -  Фіналіст (7): 2008, 2009, 2010, 2013, 2014, 2015, 2018

## Статистика виступів у єврокубках
| Сезон   | Змагання            | Раунд                        | Країна | Суперник         | Результат |
| ------- | ------------------- | ---------------------------- | ------ | ---------------- | --------- |
| 2020–21 | Ліга чемпіонів УЄФА | Кваліфікаційний раунд        | Грузія | Ланчхуті         | 1–2 дч    |
| 2021–22 | Ліга чемпіонів УЄФА | Перший кваліфікаційний раунд | Англія | Арсенал          | 0–4       |
| 2021–22 | Ліга чемпіонів УЄФА | Перший кваліфікаційний раунд | Росія  | Локомотив Москва | 0–4       |
| 2023–24 | Ліга чемпіонів УЄФА | Перший кваліфікаційний раунд | Італія | Ювентус          | 0–6       |
| 2023–24 | Ліга чемпіонів УЄФА | Перший кваліфікаційний раунд | Чехія  | Словацко         | 0–3       |